# Hadena natalensis
Hadena natalensis là một loài bướm đêm trong họ Noctuidae.